# SS-Freiwilligen Legion 'Niederlande'
SS-Freiwilligen Legion 'Niederlande' was een Nederlandse SS eenheid van 1941 tot 1943.

## Rekrutering en steun van de NSB
Na het begin van operatie Barbarossa in juni 1941 wilden de Duitsers meer 'Germanen' mee laten vechten in de Tweede Wereldoorlog. Dit leidde tot de werving van onder andere Nederlandse, Belgische, Deense en Noorse vrijwilligers voor de 5. SS-Panzer-Division Wiking, maar ook tot de oprichting van het SS-Freiwilligen Legion Niederlande. Anton Mussert, leider van de Nationaal-Socialistische Beweging, was groot voorstander van een zelfstandige Nederlandse gevechtseenheid in de Waffen SS. Hij zag dat als een voorloper van een toekomstig Nederlands leger onder Nederlandse verantwoordelijkheid. Het Legion stond echter onder bevel van Duitse officieren. De jonge mannen die dienst namen waren NSB-gezind, anticommunistisch of op zoek naar avontuur. Ze werden gelokt met propagandapraatjes en posters en konden door aanmelding tewerkstelling als arbeider in Duitsland voorkomen. De voorwaarden om dienst te kunnen nemen waren veel soepeler dan die voor de Waffen-SS Wiking divisie. Zelfs een strafblad behoefde geen belemmering te zijn. De verschillen in motivatie zorgde in de eenheid als snel voor wrijving. De sfeer in het Legion was heel anders dan in de Waffen SS, er was een meer Nederlands nationalistische sfeer. De gevechtsbereidheid 'voor de Führer' was er aanmerkelijk minder groot dan bijvoorbeeld bij de Wiking  of Totenkopf divisies.

## Opleiding
De opleiding was eerst ondergebracht in het Poolse Debica en later in het Oost-Pruisische Arys. Hij was vooral grondig en zwaar. Aan het hoofd stond SS-Oberführer Otto Reich. Hij vond, net als de andere Duitse officieren die verantwoordelijk waren voor de opleiding, de Nederlanders soldaten met een inferieure mentaliteit. De soldaten, die vooraf de verzekering hadden gekregen dat de leiding van het Legion uit landgenoten zou bestaan, waren teleurgesteld en boos omdat dit niet het geval bleek. Ze wilden zelfs terug naar Nederland. Hierna kregen ze meer inspraak.

## In het veld
De Legion werd in het kader van het beleg van Leningrad ingezet nabij die stad. Het was ingedeeld bij legergroep Noord. In 1943 had de eenheid militair en politiek geen bestaansrecht meer. Ze werd opgeheven en het personeel ging over naar de SS-Freiwilligen-Panzer-Grenadier-Brigade 'Nederland'. Dit werd in 1945 nog even een divisie, namelijk de 23. SS Freiwilligen-Panzergrenadier-Division Nederland (niederländische Nr. 1)

## Commandanten[5]
| Rang                   | Naam              | Begindatum      | Einddatum        | Opmerking                                                                |
| ---------------------- | ----------------- | --------------- | ---------------- | ------------------------------------------------------------------------ |
| Luitenant-generaal     | Hendrik Seyffardt | 8 juli 1941     | Maart 1942       |                                                                          |
| SS-Standartenführer    | Otto Reich        | 1 augustus 1941 | 1 april 1942     |                                                                          |
| SS-Obersturmbannführer | Arved Theuermann  | 1 april 1942    | 10 april 1942    | mit der Führung beauftragt (vrije vertaling: met het leiderschap belast) |
| SS-Obersturmbannführer | Josef Fitzthum    | 16 april 1942   | 30 november 1943 |                                                                          |

## Organisatie[6]
Datum: januari 1942
- Kommandeur: zie commandanten
  - Stabs Kompanie  (staf): Legion-Hauptsturmführer Eduard Voorwinden
  - Pionier Zug  (genie): Legion-Hauptsturmführer Quintus De Veer
  - Nachrichten Zug  (verbindingen): SS-Untersturmführer Josef Werner
  - Verwaltung  (administratie): SS-Obersturmführer Hermann Lutgerd
  - Zeug (logistiek): SS-Obersturmführer Paul Dirk
- I. Bataillon (1e bataljon): SS-Sturmbannführer Richard Pohle
  - 1. Kompanie: SS-Obersturmführer Albert Buchner
  - 2. Kompanie: SS-Hauptsturmführer Bernhard Frank
  - 3. Kompanie: Legion-Obersturmführer Jacobus Bevort
  - 4. Kompanie: Legion-Obersturmführer Rever Clijn
- II. Bataillon (2e bataljon): SS-Hauptsturmführer Alfred Reich
  - 5. Kompanie: SS-Obersturmführer Wolfgang Vierweger
  - 6. Kompanie: SS-Untersturmführer Josef Heinziger
  - 7. Kompanie: SS-Hauptsturmführer Wilhelm Breimaier
  - 8. Kompanie: SS-Obersturmführer Fritz Tillmann
- III. Bataillon (3e bataljon): SS-Hauptsturmführer Willi Breimaier
  - 9. Kompanie: SS-Hauptsturmführer Joachim Stoige
  - 10. Kompanie: Legion-Hauptsturmführer Eduard Voorwinden
  - 11. Kompanie: SS-Obersturmführer Adolf Fritsche
  - 12. Kompanie: SS-Obersturmführer Friedrich Neidlinger
  - 13. Kompanie (Infanteriegeschütze): SS-Obersturmführer Heinrich Nikoleit
  - 14. Kompanie (Panzerjäger): SS-Hauptsturmführer Kurt Otto

## Bekende personen in deze eenheid
- Gerard Mooyman, eerste Nederlander en eerste niet-Duitser die met het Ridderkruis van het IJzeren Kruis onderscheiden werd.
- Dirk Frans Pont, was een Nederlands nationaalsocialistische politicus
- Gerard Rollema, Landwacht commandant, betrokken bij Silbertanne acties